# Хампа
Хампа (рос. Хампа) — село у Вілюйському улусі Республіки Сахи Російської Федерації.
Населення становить 1047 осіб. Орган місцевого самоврядування — Арилахський наслег.

## Географія

### Клімат
| Клімат Хампи              | Клімат Хампи | Клімат Хампи | Клімат Хампи | Клімат Хампи | Клімат Хампи | Клімат Хампи | Клімат Хампи | Клімат Хампи | Клімат Хампи | Клімат Хампи | Клімат Хампи | Клімат Хампи | Клімат Хампи |
| Показник                  | Січ.         | Лют.         | Бер.         | Квіт.        | Трав.        | Черв.        | Лип.         | Серп.        | Вер.         | Жовт.        | Лист.        | Груд.        | Рік          |
| Середній максимум, °C     | −34,5        | −28,3        | −14,2        | −1,3         | 9,9          | 20,5         | 23,9         | 19,9         | 10,1         | −4,3         | −23,4        | −32          | −4           |
| Середня температура, °C   | −38          | −32,8        | −20,9        | −8           | 4,4          | 14,3         | 17,7         | 14,0         | 5,4          | −8,1         | −27,1        | −35,5        | −9           |
| Середній мінімум, °C      | −41,4        | −37,2        | −27,5        | −14,6        | −1           | 8,1          | 11,5         | 8,1          | 0,7          | −11,8        | −30,7        | −39          | −14          |
| Норма опадів, мм          | 11           | 8            | 9            | 11           | 21           | 37           | 47           | 38           | 33           | 26           | 19           | 15           | 275          |
| ------------------------- | ------------ | ------------ | ------------ | ------------ | ------------ | ------------ | ------------ | ------------ | ------------ | ------------ | ------------ | ------------ | ------------ |
| Джерело: climate-data.org |              |              |              |              |              |              |              |              |              |              |              |              |              |

## Історія
Згідно із законом від 30 листопада 2004 року органом місцевого самоврядування є Арилахський наслег.

## Населення
| 2002  | 2010  | 2012  | 2013  | 2014 | 2015 | 2016  |
| ----- | ----- | ----- | ----- | ---- | ---- | ----- |
| 1116  | ↘1051 | ↘1036 | ↘1006 | ↘987 | ↗997 | ↗1062 |
| 2017  | 2018  |       |       |      |      |       |
| ↘1059 | ↘1047 |       |       |      |      |       |